# Біловський міський округ
Біло́вський міський округ (рос. Беловский городской округ) — міський округ Кемеровської області Російської Федерації.
Адміністративний центр — місто Білово.

## Історія
Білово отримало статус міста обласного підпорядкування 1940 року.
Станом на 2002 рік до складу міської ради обласного підпорядкування входили 1 міська та 6 селищних рад:
| Поселення                   | Площа, км² | Населення, осіб (2002) | К-ть НП | Населені пункти                                  |
| --------------------------- | ---------- | ---------------------- | ------- | ------------------------------------------------ |
| Біловська міська рада       | -          | 84383                  | 3       | місто Білово, село Зарічне, селище Новий Каракан |
| Артиштинська селищна рада   | -          | 3404                   | 2       | смт Артишта, селище Дуброво                      |
| Бачатська селищна рада      | -          | 14990                  | 1       | смт Бачатський                                   |
| Грамотеїнська селищна рада  | -          | 14366                  | 1       | смт Грамотеїно                                   |
| Інська селищна рада         | -          | 13665                  | 1       | смт Інський                                      |
| Краснобродська селищна рада | -          | 11859                  | 1       | смт Краснобродський                              |
| Новогородоцька селищна рада | -          | 16765                  | 1       | смт Новий Городок                                |

2004 року міська рада перетворена в Біловський міський округ, до його складу увійшов також присілок Грамотеїно Біловського району, селище Новий Каракан передано до складу Біловського району, а Краснобродська та Артиштинська селищні ради утворили окремий Краснобродський міський округ.

## Населення
Населення — 126477 осіб (2019; 134513 в 2010, 159432 у 2002).

## Населені пункти
| № | Населений пункт      | Населення, осіб (2002) | Населення, осіб (2010) |
| - | -------------------- | ---------------------- | ---------------------- |
| 1 | Бачатський, смт      | 14990                  | 14402                  |
| 2 | Білово, місто        | 82425                  | 76764                  |
| 3 | Грамотеїно, смт      | 14366                  | 12996                  |
| 4 | Грамотеїно, присілок | 1382                   | 1557                   |
| 5 | Зарічне, село        | 545                    | 454                    |
| 6 | Інський, смт         | 13665                  | 12590                  |
| 7 | Новий Городок, смт   | 16765                  | 15750                  |